# Наукалпан де Хуарез (Уискилукан)
Наукалпан де Хуарез (шп. Naucalpan de Juárez) насеље је у Мексику у савезној држави Мексико у општини Уискилукан. Насеље се налази на надморској висини од 2482 м.

## Становништво
Према подацима из 2010. године у насељу је живело 121470 становника.

### Хронологија
| Година       | 2000                   | 2005                   | 2010                   |
| ------------ | ---------------------- | ---------------------- | ---------------------- |
| Становништво | 107951 (49736 / 58215) | 118181 (55560 / 62621) | 121470 (57405 / 64065) |

### Попис
| \| \| м \| \| \| ж \| \| 0—2 \| 2.897 \| \| \| 2.817 \| \| 3—5 \| 3.207 \| \| \| 3.032 \| \| 6—11 \| 6.298 \| \| \| 5.982 \| \| 12—14 \| 2.861 \| \| \| 2.777 \| \| 15—17 \| 2.863 \| \| \| 3.186 \| \| 18—24 \| 7.426 \| \| \| 8.924 \| \| 60+ \| 5.105 \| \| \| 5.734 \| \| Просек : \| 30,3 \| \| \| 31,4 \| |       |  |  |       |
| |       |  |  |       |
| | м     |  |  | ж     |
| 0—2 | 2.897 |  |  | 2.817 |
| 3—5 | 3.207 |  |  | 3.032 |
| 6—11 | 6.298 |  |  | 5.982 |
| 12—14 | 2.861 |  |  | 2.777 |
| 15—17 | 2.863 |  |  | 3.186 |
| 18—24 | 7.426 |  |  | 8.924 |
| 60+ | 5.105 |  |  | 5.734 |
| Просек : | 30,3  |  |  | 31,4  |

| #   | Индикатор                                                                                        | Вредност |
| --- | ------------------------------------------------------------------------------------------------ | -------- |
| 1   | Становништво од 0 до 2 године                                                                    | 5714     |
| 2   | Мушко становништво од 0 до 2 године                                                              | 2897     |
| 3   | Женско становништво од 0 до 2 године                                                             | 2817     |
| 4   | Становништво са 3 и више година                                                                  | 112712   |
| 5   | Мушко становништво са 3 и више година                                                            | 52991    |
| 6   | Женско становништво са 3 и више година                                                           | 59721    |
| 7   | Становништво са 5 и више година                                                                  | 108567   |
| 8   | Мушко становништво са 5 и више година                                                            | 50854    |
| 9   | Женско становништво са 5 и више година                                                           | 57713    |
| 10  | Становништво са 12 и више година                                                                 | 94193    |
| 11  | Мушко становништво са 12 и више година                                                           | 43486    |
| 12  | Женско становништво са 12 и више година                                                          | 50707    |
| 13  | Становништво са 15 и више година                                                                 | 88555    |
| 14  | Мушко становништво са 15 и више година                                                           | 40625    |
| 15  | Женско становништво са 15 и више година                                                          | 47930    |
| 16  | Становништво са 18 и више година                                                                 | 82506    |
| 17  | Мушко становништво са 18 и више година                                                           | 37762    |
| 18  | Женско становништво са 18 и више година                                                          | 44744    |
| 19  | Становништво од 3 до 5 година                                                                    | 6239     |
| 20  | Мушко становништво од 3 до 5 година                                                              | 3207     |
| 21  | Женско становништво од 3 до 5 година                                                             | 3032     |
| 22  | Становништво од 6 до 11 година                                                                   | 12280    |
| 23  | Мушко становништво од 6 до 11 година                                                             | 6298     |
| 24  | Женско становништво од 6 до 11 година                                                            | 5982     |
| 25  | Становништво од 8 до 14 година                                                                   | 13701    |
| 26  | Мушко становништво од 8 до 14 година                                                             | 6976     |
| 27  | Женско становништво од 8 до 14 година                                                            | 6725     |
| 28  | Становништво од 12 до 14 година                                                                  | 5638     |
| 29  | Мушко становништво од 12 до 14 година                                                            | 2861     |
| 30  | Женско становништво од 12 до 14 година                                                           | 2777     |
| 31  | Становништво од 15 до 17 година                                                                  | 6049     |
| 32  | Мушко становништво од 15 до 17 година                                                            | 2863     |
| 33  | Женско становништво од 15 до 17 година                                                           | 3186     |
| 34  | Становништво од 18 до 24 године                                                                  | 16350    |
| 35  | Мушко становништво од 18 до 24 године                                                            | 7426     |
| 36  | Женско становништво од 18 до 24 године                                                           | 8924     |
| 37  | Женско становништво од 15 до 49 година                                                           | 36404    |
| 38  | Становништво са 60 и више година                                                                 | 10839    |
| 39  | Мушко становништво са 60 и више година                                                           | 5105     |
| 40  | Женско становништво са 60 и више година                                                          | 5734     |
| 41  | Однос између мушкараца и жена                                                                    | 89.6     |
| 42  | Становништво од нуле до 14 година                                                                | 29871    |
| 43  | Становништво од 15 до 64 године                                                                  | 81586    |
| 44  | Становништво од 65 година и више                                                                 | 6969     |
| 45  | Просечан број деце                                                                               | 1.82     |
| 46  | Становништво рођено у ентитету                                                                   | 47203    |
| 47  | Мушко становништво рођено у ентитету                                                             | 22418    |
| 48  | Женско становништво рођено у ентитету                                                            | 24785    |
| 49  | Становништво рођено у другом ентитету                                                            | 66362    |
| 50  | Мушко становништво рођено у другом ентитету                                                      | 31074    |
| 51  | Женско становништво рођено у другом ентитету                                                     | 35288    |
| 52  | Становништво од 5 година и више резидентно у ентитету у јуну 2005. године                        | 98087    |
| 53  | Мушко становништво старосног доба од 5 година и више, резидентно у ентитету у јуну 2005. године  | 46170    |
| 54  | Женско становништво старосног доба од 5 и више година, резидентно у ентитету у јуну 2005. године | 51917    |
| 55  | Становништво од 5 година и више које је живело у другом ентитету у јуну 2005. године             | 7317     |
| 56  | Мушко становништво старије од 5 година које је живело у другом ентитету у јуну 2005. године      | 3134     |
| 57  | Женско становништво старије од 5 година које је живело у другом ентитету у јуну 2005. године     | 4183     |
| 58  | Становништво од 3 године и више које говори аутохтони језик                                      | 2332     |
| 59  | Мушко становништво старо 3 године и више које говори аутохтони језик                             | 881      |
| 60  | Женско становништво старо 3 године и више које говори аутохтони језик                            | 1451     |
| 61  | Становништво од 3 године и више које говори аутохтони језик и не говори шпански језик            | 7        |
| 62  | Мушко становништво старо 3 године и више које говори аутохтони језик и не говори шпански         | 2        |
| 63  | Женско становништво старо 3 године и више које говори аутохтони језик и не говори шпански језик  | 5        |
| 64  | Становништво старо 3 године и више које говори аутохтони језик и шпански                         | 2063     |
| 65  | Мушко становништво старо 3 године и више које говори аутохтони језик и шпански                   | 770      |
| 66  | Женско становништво старо 3 године и више које говори аутохтони језик и шпански                  | 1293     |
| 67  | Становништво од 5 година и више које говори аутохтони језик                                      | 2320     |
| 68  | Становништво од 5 година и више које говори аутохтони језик и не говори шпански језик            | 7        |
| 69  | Становништво од 5 година и више које говори аутохтони језик и говори шпански језик               | 2057     |
| 70  | Становништво у домородачким домаћинствима                                                        | 4528     |
| 71  | Становништво са ограничењима у активностима                                                      | 2848     |
| 72  | Становништво са ограниченим ходањем или кретањем, горе или доле                                  | 1506     |
| 73  | Становници са ограничењима вида, чак и уз кориштење сочива                                       | 830      |
| 74  | Становништво са ограничењима говора, комуникације или конверзације                               | 217      |
| 75  | Становништво са ограниченим слухом                                                               | 294      |
| 76  | Становништво са ограничењима при одевању, купању или јелу                                        | 148      |
| 77  | Становништво са ограничењима у опажању или учењу једноставних ствари                             | 131      |
| 78  | Становништво са менталним ограничењима                                                           | 328      |
| 79  | Становништво без ограничења активности                                                           | 113695   |
| 80  | Становништво од 3 до 5 година које не похађа школу                                               | 2082     |
| 81  | Мушко становништво од 3 до 5 година које не похађа школу                                         | 1043     |
| 82  | Женско становништво од 3 до 5 година које не похађа школу                                        | 1039     |
| 83  | Становништво од 6 до 11 година које не похађа школу                                              | 382      |
| 84  | Мушко становништво од 6 до 11 година које не похађа школу                                        | 201      |
| 85  | Женско становништво од 6 до 11 година које не похађа школу                                       | 181      |
| 86  | Становништво од 12 до 14 година које не похађа школу                                             | 325      |
| 87  | Мушко становништво од 12 до 14 година које не похађа школу                                       | 145      |
| 88  | Женско становништво од 12 до 14 година које не похађа школу                                      | 180      |
| 89  | Становништво од 15 до 17 година похађа школу                                                     | 4401     |
| 90  | Мушко становништво од 15 до 17 година похађа школу                                               | 2162     |
| 91  | Женско становништво између 15 и 17 година живота у школи                                         | 2239     |
| 92  | Становништво од 18 до 24 године похађа школу                                                     | 6059     |
| 93  | Мушко становништво од 18 до 24 године похађа школу                                               | 3084     |
| 94  | Женско становништво од 18 до 24 године похађа школу                                              | 2975     |
| 95  | Становништво од 8 до 14 година које не може да чита и пише                                       | 180      |
| 96  | Мушко становништво старосног доба од 8 до 14 година које не може да чита и пише                  | 94       |
| 97  | Женско становништво старосног доби од 8 до 14 година које не може да чита и пише                 | 86       |
| 98  | Становништво од 15 година и више које је неписмено                                               | 1935     |
| 99  | Мушко становништво од 15 година и више које је неписмено                                         | 550      |
| 100 | Женско становништво од 15 година и више које је неписмено                                        | 1385     |
| 101 | Становништво старо 15 и више година без школовања                                                | 2637     |
| 102 | Мушко становништво старо 15 и више година без школовања                                          | 829      |
| 103 | Женско становништво старо 15 и више година без школовања                                         | 1808     |
| 104 | Становништво старосног доба 15 и више година са непотпуним основним образовањем                  | 5714     |
| 105 | Мушко становништво старосног доба од 15 година и више са непотпуном основним образовањем         | 2151     |
| 106 | Женско становништво старосног доба 15 и више година са непотпуном основним образовањем           | 3563     |
| 107 | Становништво старо 15 и више година са комплетним основним образовањем                           | 10214    |
| 108 | Мушко становништво старо 15 година и више са комплетним основним образовањем                     | 4055     |
| 109 | Женско становништво старо 15 и више година са комплетним основним образовањем                    | 6159     |
| 110 | Становништво старосног доба 15 и више година са непотпуним средњим образовањем                   | 3873     |
| 111 | Мушко становништво старосног доба од 15 година и више са непотпуним средњим образовањем          | 2020     |
| 112 | Женско становништво старосног доба од 15 година и више са непотпуним средњим образовањем         | 1853     |
| 113 | Становништво старо 15 и више година са пуним секундарном образовањем                             | 17331    |
| 114 | Мушко становништво старосног доба од 15 година и више са пуним секундарном образовањем           | 7934     |
| 115 | Женско становништво старосног доба од 15 година и више са пуним секундарном образовањем          | 9397     |
| 116 | Становништво старије од 18 година са постосновним образовањем                                    | 44732    |
| 117 | Мушко становништво старије од 18 година са постосновним образовањем                              | 21851    |
| 118 | Женско становништво старије од 18 година са постосновним образовањем                             | 22881    |
| 119 | Просечна оцена школовања                                                                         | 10.78    |
| 120 | Просечан ниво образовања мушке популације                                                        | 11.27    |
| 121 | Просечан ниво образовања женског становништва                                                    | 10.36    |
| 122 | Економски активно становништво                                                                   | 54967    |
| 123 | Економски активна мушка популација                                                               | 31777    |
| 124 | Економски активна женска популација                                                              | 23190    |
| 125 | Становништво које није економски активно                                                         | 38109    |
| 126 | Мушко становништво које није економски активно                                                   | 11170    |
| 127 | Женско становништво које није економски активно                                                  | 26939    |
| 128 | Запослено становништво                                                                           | 53330    |
| 129 | Запослено мушко становништво                                                                     | 30616    |
| 130 | Запослено женско становништво                                                                    | 22714    |
| 131 | Незапослена популација                                                                           | 1637     |
| 132 | Незапослена мушка популација                                                                     | 1161     |
| 133 | Незапослена женска популација                                                                    | 476      |
| 134 | Становништво без права на здравствене услуге                                                     | 43178    |
| 135 | Становништво које има право на здравствене услуге                                                | 74042    |
| 136 | Становништво које има право на ИМСС                                                              | 32595    |
| 137 | Становништво које има право на социјално осигурање                                               | 3918     |
| 138 | Становништво које има право на државно социјално осигурање                                       | 629      |
| 139 | Становништво које има право на опште осигурање или здравствено осигурање за нову генерацију      | 8940     |
| 140 | Становништво које је било једном или није било у браку током 12 година и више                    | 34137    |
| 141 | Венчано или уједињено становништво од 12 година и више                                           | 50039    |
| 142 | Становништво које је било у браку или уједињено 12 година и више                                 | 9100     |
| 143 | Становништво са католичком религијом                                                             | 95341    |
| 144 | Протестанти, еванђелисти и библијски следбеници различити од еванђелиста                         | 6020     |
| 145 | Становништво са другим религијама различитим од претходних                                       | 9698     |
| 146 | Становништво без религије                                                                        | 3556     |
| 147 | Укупно пописаних домаћинства                                                                     | 31269    |
| 148 | Пописна домаћинства на челу са мушкарцима                                                        | 24020    |
| 149 | Пописна домаћинства на челу са женама                                                            | 7249     |
| 150 | Становништво у пописним домаћинствима                                                            | 118445   |
| 151 | Становништво у пописним домаћинствима на челу са мушкарцима                                      | 95529    |
| 152 | Становништво у пописним домаћинствима на челу са женама                                          | 22916    |
| 153 | Укупно домаћинстава                                                                              | 36361    |
| 154 | Укупно насељених домаћинстава                                                                    | 32242    |
| 155 | Укупно приватних кућа                                                                            | 35388    |
| 156 | Насељени приватни домови                                                                         | 31269    |
| 157 | Укупно насељених приватних кућа                                                                  | 32235    |
| 158 | Ненасељене приватне куће                                                                         | 3183     |
| 159 | Појединачна домаћинства за привремену употребу                                                   | 936      |
| 160 | Становници у насељеним приватним кућама                                                          | 118445   |
| 161 | Насељеност станара у приватним становима                                                         | 3.79     |
| 162 | Просечно становника по соби у приватним насељеним домаћинствима                                  | 0.82     |
| 163 | Појединачна домаћинства са подовима од различитих материјала од земље                            | 30212    |
| 164 | Појединачна домаћинства у приземљу                                                               | 562      |
| 165 | Појединачна домаћинства са једном спаваћом собом                                                 | 10363    |
| 166 | Појединачна домаћинства са две спаваће собе и више                                               | 20618    |
| 167 | Појединачна домаћинства са једним собом                                                          | 2728     |
| 168 | Појединачна домаћинства са две собе                                                              | 4683     |
| 169 | Појединачна домаћинства са 3 собе и више                                                         | 23500    |
| 170 | Појединачна домаћинства која имају електрично светло                                             | 30986    |
| 171 | Појединачна домаћинства која немају електрично светло                                            | 28       |
| 172 | Појединачна домаћинства која имају водоводну воду у стамбеном простору                           | 30683    |
| 173 | Појединачна домаћинства која немају водоводну воду у стамбеном простору                          | 250      |
| 174 | Појединачна домаћинства која имају тоалет                                                        | 30816    |
| 175 | Појединачна домаћинства која имају канализацију                                                  | 30829    |
| 176 | Појединачна домаћинства која немају канализацију                                                 | 67       |
| 177 | Појединачна домаћинства која имају електрично светло, довод воде из јавне мреже и канализацију   | 30503    |
| 178 | Појединачна домаћинства без икаквих услова                                                       | 110      |
| 179 | Појединачна домаћинства која имају радио                                                         | 28700    |
| 180 | Појединачна домаћинства која имају телевизор                                                     | 30423    |
| 181 | Појединачна домаћинства која имају фрижидер                                                      | 27696    |
| 182 | Појединачна домаћинства која имају машину за веш                                                 | 24743    |
| 183 | Појединачна домаћинства која имају аутомобил или комби                                           | 18826    |
| 184 | Појединачна домаћинства која имају рачунар                                                       | 18120    |
| 185 | Појединачна домаћинства која имају фиксну телефонску линију                                      | 22719    |
| 186 | Појединачна домаћинства која имају мобилни телефон                                               | 25459    |
| 187 | Појединачна домаћинства која имају приступ интернету                                             | 16499    |
| 188 | Величина локације                                                                                | 11       |